# Kúty
Kúty (węg. Jókút) – wieś i gmina (obec) na Słowacji w kraju trnawskim. Po raz pierwszy wzmiankowana w 1392 roku pod nazwą Kuth. Przed rozszerzeniem strefy Schengen w 2008 roku znajdował się tu punkt kontroli na kolejowym przejściu granicznym z Czechami.